# Egon Hanusz
Egon Hanusz (* 25. September 1997 in Nagyatád) ist ein ungarischer Handballspieler. Der 1,77 m große mittlere Rückraumspieler spielt seit 2024 für den portugiesischen Verein Benfica Lissabon und steht zudem im Aufgebot der ungarischen Nationalmannschaft.

## Karriere

### Verein
Egon Hanusz stand ab 2015 im Kader des ungarischen Erstligisten Csurgói KK, für den er am 21. November 2015 auch sein Europapokaldebüt gegen den SC Magdeburg im EHF-Pokal 2015/16 gab. In der heimischen Liga belegte der Spielmacher mit dem Team aus Csurgó viermal den fünften und einmal den sechsten Platz, die Saison 2019/20 wurde pandemiebedingt abgebrochen.
Ab der Saison 2021/22 stand Hanusz beim deutschen Bundesligisten TVB 1898 Stuttgart unter Vertrag. Zur Saison 2024/25 unterschrieb er beim portugiesischen Verein Benfica Lissabon.

### Nationalmannschaft
In der ungarischen A-Nationalmannschaft debütierte Hanusz am 4. November 2020 in Veszprém gegen Spanien. Bisher bestritt er 55 Länderspiele, in denen er 80 Tore erzielte. Bei der Weltmeisterschaft 2021 warf er drei Tore in fünf Spielen und belegte mit den Ungarn den fünften Platz. Bei der Europameisterschaft 2022 erzielte er zwei Tore in drei Spielen und schied in der Gruppenphase aus. Bei der Weltmeisterschaft 2025 warf er zwei Tore in zwei Spielen und belegte mit dem Team den 8. Platz.